# Пам'ятна медаль «За народну оборону Тіроля 1848 р.»
Пам'ятна медаль «За народну оборону Тіроля 1848 р.» (нім. Denkmünze an die Tiroler Landesverteidigung vom Jahre 1848) ― нагорода Австрійської імперії, заснована 1 жовтня 1849 р. імператором Францом Йосифом І, для відзначення захисників Тіроля в 1848 році.

## Опис медалі
Медаль виготовлялася з срібла, на аверсі медалі розташовувався напис: «Kaiser Franz Joseph I. von Österreich» (Імператор Австрії Франц Йосиф І) та зображення Франца Йосифа. Під бюстом імператора був підпис модельєра Конрада Ленга ― «нім. K. Lange». На реверсі в центрі напис: «нім. DEM TIROLER LANDESVERTEIDIGER 1848» (ТІРОЛЬСЬКИЙ НАЦІОНАЛЬНИЙ ЗАХИСНИК 1848) та по колу ― «нім. MIT GOTT FÜR KAISER UND VATERLAND» (З БОГОМ ЗА ІМПЕРАТОРА І БАТЬКІВЩИНУ). Медаль носилася на трикутній біло-зеленій стрічці.